# La Chimbera
La Chimbera es una localidad del sur de la provincia de San Juan en Argentina, dentro del Departamento Veinticinco de Mayo.

## Geografía Humana

### Demografía
Cuenta con 2,545 habitantes (Indec, 2001), incluyendo Estación José Martí. Forma un aglomerado urbano denominado Villa Borjas - La Chimbera, junto a la localidad de Villa Borjas. Este cuenta con 4,675 habitantes (Indec, 2001), lo que representa un incremento del 20,8% frente a los 3,869 habitantes (Indec, 2001) del censo anterior. Es la 7.ª unidad más poblada de la provincia. En 1991 fue censada como localidad separada.
Su población se distribuye en los siguientes barrios:
- Barrio La Chimbera I, consta de 70 viviendas, se ubica al costado norte de calle 10 o ruta 279 entre calles 24 y 26.

- Barrio La Chimbera II, consta de 170 casas se ubica por Bulevar José Primitivo Albornoz o calle 25 al norte, (sector oeste).

- Barrio La Chimbera III o 35 viviendas, consta de 35 viviendas y se ubica por Bulevar José Primitivo Albornoz o calle 25 al norte (sector este).

- Barrio 25 de Mayo, costa de 36 viviendas, se ubica por Bulevar José Primitivo Albornoz o calle 25 al norte (sector este),

- Otros núcleos de población se encuentran al costado norte de calle 10 o ruta 279, parte en cantidad reducida en fincas y asentamientos rurales.

### Comunicaciones
La Chimbera se encuentra a 8 km de Villa Borjas lo que hace que sea independiente de ésta.
Sus accesos se encuentran por ruta 279 (oeste) y ruta nacional N 20 y empalme 279 (este).
Según información dada por antiguos habitantes del lugar abarca desde calle 8 hasta calle 14 de (norte a sur) y desde calle 20 hasta calle 26 de (este a oeste).
La localidad cuenta con luz, agua potable. Red de Internet y Wifi

## Servicios Públicos

### Educación
- Escuela "Bartolomé del Bono". Nivel Inicial, Educación Primaria y Secundaria; Educación Secundaria Básica. Ruta 279 entre Calles 21 y 22.

- Escuela de Capacitación Laboral. Ruta 279 entre Calles 21 y 22.

- Escuela "Florencia Nightingale". Nivel Inicial, Educación Primaria y Secundaria. Bulevar José P. Albornoz o calle 25 al norte (sector este).

- CENS ADULTOS. Bulevar José P. Albornoz o calle 25 al norte (sector este).

- Escuela Técnica de Capacitación Laboral Nº11. Ruta 279 y calle San Lorenzo o calle 24.

- Escuela Misión Monotécnica N64. Ruta 279 y calle San Lorenzo o calle 24.

- Escuela Juan Ignacio Gorriti. Educación Primaria y Secundaria, Ruta 20 y Calle 10, Estación José Martí.

## Deportes
- Playón Polideportivo La Chimbera. Bulevar José P. Albornoz (sector este)

- Club de Fútbol "Unión Deportiva"

- Club Asociación Atlética C.A.A.D. Bulevar José P. Albornoz (sector este)

## Otras instituciones
- Capilla de la Iglesia Católica bajo la advocación de María Auxiliadora. Bulevar José P. Albornoz (sector este)

- Centro de Salud La Chimbera. Bulevar José P. Albornoz (sector oeste)

- Centro Integrador Comunitario (CIC) Bulevar José P Albornoz (sector oeste)

- Punto Digital 25 de Mayo La Chimbera. Bulevar José P. Albornoz (sector oeste)

## Producción
La mayor parte de cultivo se da en vid y olivo, en menor escala pistachos, variedades de frutas y verduras.

## Sismicidad
La sismicidad del área de Cuyo (centro oeste de Argentina) es frecuente y de intensidad baja, y un silencio sísmico de terremotos medios a graves cada 20 años en distintas áreas aleatorias.
Terremoto de Caucete 1977el 23 de noviembre de 1977, la región fue asolada por un terremoto y que dejó como saldo lamentable algunas víctimas, y un porcentaje importante de daños materiales en edificaciones.
Sismo de 1861aunque dicha actividad geológica catastrófica, ocurre desde épocas prehistóricas, el terremoto del 20 de marzo de 1861 señaló un hito importante dentro de la historia de eventos sísmicos argentinos ya que fue el más fuerte registrado y documentado en el país. A partir del mismo la política de los sucesivos gobiernos mendocinos y municipales han ido extremando cuidados y restringiendo los códigos de construcción. Y con el terremoto de San Juan de 1944 del 15 de enero de 1944 (81 años) el gobierno sanjuanino tomó estado de la enorme gravedad sísmica de la región.
El Día de la Defensa Civil, fue asignado por un decreto recordando el sismo que destruyó la ciudad de Caucete el 23 de noviembre de 1977, con más de 40.000 víctimas sin hogar. No quedaron registros de fallas en tierra, y lo más notable efecto del terremoto fue la extensa área de licuefacción (posiblemente miles de km²).
El efecto más dramático de la licuefacción se observó en la ciudad, a 70 km del epicentro: se vieron grandes cantidades de arena en las fisuras de hasta 1 m de ancho y más de 2 m de profundidad. En algunas de las casas sobre esas fisuras, el terreno quedó cubierto de más de 1 dm de arena.